# Escudo van Guinee-Bissau
De escudo van Guinee-Bissau was de munteenheid van Portugees-Guinea. De escudo werd uitgegeven vanaf 1914. Het werd in 1975 vervangen door de peso van Guinee-Bissau.
De escudo van Guinee-Bissau werd gekoppeld aan de Portugese escudo en verdeeld in 100 centavos. Het verving de Portugese real met een koers van 1.000 réis = 1 escudo.

## Uitgaven

### Munten
Vanaf 1933 sloeg de Imprensa Nacional Casa da Moeda in Lissabon de volgende munten: 5, 10, 20 en 50 centavos en 1 escudo. De 2½, 10 en 20 escudo-munten werden geslagen vanaf 1952 en de 5 escudo's werden geproduceerd vanaf 1973.

### Bankbiljetten
De Banco Nacional Ultramarino gaf vanaf 1914 bankbiljetten uit van 10, 20 en 50 centavos. In 1921 werden bankbiljetten van 1 escudo tot 100 escudo's geproduceerd. In 1945 werd een biljet van 500 escudo geïntroduceerd. Ten slotte werd in 1964 een biljet van 1.000 escudo geproduceerd.